# 24.ª Divisão de Montanha Waffen SS Karstjäger
A 24.ª Divisão de Montanha Waffen SS Karstjäger foi a designação temporária de uma unidade militar da Alemanha nazista durante a Segunda Guerra Mundial.  A unidade era anteriormente conhecido como Batalhão Karstwehr. Em agosto de 1944 foi atualizado para o tamanho da divisão, mas esta nova força nunca foi mais teórica e que a divisão foi posteriormente reduzida para o Gebirgs der Waffen SS Brigade. Qualquer que seja a sua denominação, a unidade foi envolvida principalmente na luta contra os partisans do Kras (em alemão: Karst) região dos Alpes na fronteira com Eslovénia , Itália e Áustria, o terreno montanhoso exigiu das tropas de montanha equipamentos especializados.

## Designações
- 1942 SS-Karstwehr Batalion
- Setembro de 1944 24. Waffen-Gebirgs (Karstjäger) Division der SS
- Dezembro de 1944 Waffen Gebirgs (Karstjäger) Brigade der SS

## Comandantes
| Comandante                       | Data                                   |
| -------------------------------- | -------------------------------------- |
| SS-Obersturmbannführer Karl Marx | (Dezembro de 1944)                     |
| SS-Sturmbannführer Werner Hahn   | (Dezembro de 1944 - Fevereiro de 1945) |
| SS-Oberführer Adolf Wagner       | (Fevereiro de 1945 - Maio de 1945)     |

## Principais Elementos
- Waffen-Gebirgsjäger Regiment der SS 59
- Waffen-Gebirgsjäger Regiment der SS 60
- SS-Panzer Kompanie
- Waffen-Gebirgs Artillerie Regiment der SS 24
- SS-Gebirgs Pionier Kompanie 24

## Campanhas

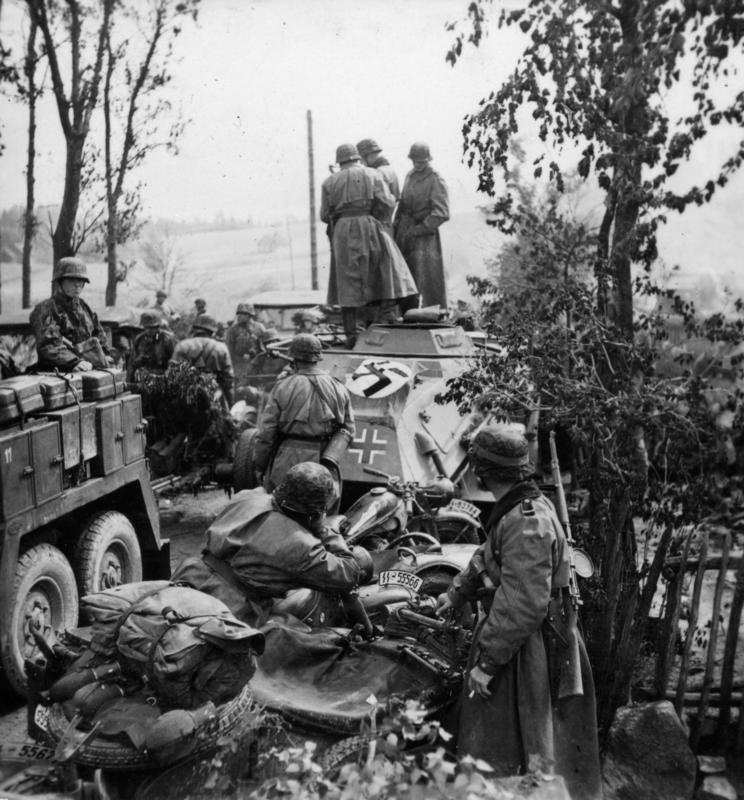
Militares alemães da SS em ação na Rússia

Em junho agosto de 1942 o SS-Karstwehr Kompanie foi formado para operações antipartisans no alto terreno alpino de Karst. A Divisa Montanhosa entre Itália, Áustria e Eslovênia. Em Novembro foi ordenada para a expansão para uma força de Batalhão, contando com somente 500 homens.
Passou a primeira parte de 1943 treinando na Áustria, sendo colocada em ação logo após a rendição italiana em Setembro de 1943, desarmando tropas italianas em Taravisio e protegendo as comunidades de etnia germânica nos arredores de Camporosso e Boscaverde.
Entre Outubro de 1943 e Junho de 1944, teve o seu Quartel-General situado em Gradisca, continuou com as ações antipartisans no norte da Itália nos arredores de Trieste, Udine e a Peninsula de Istrian, tendo uma força militar que não passava dos 1000 homens.
Em Julho de 1944, Himmler ordenou que fosse expandida para Divisão com uma força de 6600 homens, sob supervisão do SS-Gruf Odilo Globocnick, com alta patente na SS e Líder da Polícia da Região da Costa do Mar Adriático.
Em Agosto - Novembro a divisão continuou com as suas operações antipartisans nas mesmas áreas, mas em Dezembro a sua força foi diminuída, restando algo em torno de 3000 homens e a divisão foi desgraduada para o status de Brigada.
Em 1945, entrou em conflito com a resistência dos partisans que receberam apoio de tropas Britânicas nos Alpes Julianos. Nas semanas finais da guerra a brigada foi anexada a um Kampfgruppe sob o comando do SS-Brigaf Heiz Harmel, comandante oficial da Divisão Frundsberg, com uma atuação de sucesso ajudou a abrir a passagem de Karawanken para o recuo das tropas alemãs dos Balcãs para a Áustria.
A unidade Karstjäger se rendeu para as tropas Britânicas em 9 de Maio de 1945 para a 6ª Divisão Blindada Britânica, sendo uma das ultimas unidades alemãs a entregar as suas armas.